# مانتارو كوبوتا
مانتارو كوبوتا (久保田 万太郎 مانتارو كوبوتا) كان كاتبًا وكاتبًا مسرحيًا وشاعرًا يابانيًا.

## بداية حياته
ولد كوبوتا في حي أساكوسا في طوكيو لعائلة تعمل في تجارة الملابس، أصبح مهتمًا إلى حد كبير بالمسرحيات في سن مبكرة من خلال تأثير جدته التي قدمت له أيضًا الدعم المالي للالتحاق بالكلية، ثم أثناء حضوره الدورات التحضيرية للكلية، حضر محاضرات لموري أجاي وناغاي كافو، وهو لا يزال طالبًا في جامعة كيوفي عام 1911، ظهر لأول مرة في الأدب مع الرواية القصيرة "بهاء الصباح" ومسرحية ''لعبة'' وكلاهما ظهر في مجلة الجامعة ميتا بونجاكو مما أدى إلى صداقة طويلة الأمد وارتباط مع تاكيتارو ميناكامي، انضم إلى الفرقة الأدبية لـ هوتوجيسو في أكتوبر 1912 وتم تقديمه إلى إيزومي كيوكا.

## حياته المهنية قبل الحرب
ابتداءً من عام 1919 قام كوبوتا بتدريس دورات في الأدب في جامعة كيو وكتابة المسرحيات في نوع شينبا والروايات التي تم تسلسلها في طوكيو نيتشي نيتشي شيمبون أو أوساكا أساهي شيمبون.
ذهب كوبوتا لكتابة العديد من الروايات الطويلة؛ بما في ذلك "ندى على العشب" و"ذوبان الربيع" اللتان صورتا أفراح وأحزان وأسلوب الحياة التقليدية للناس العاديين في أحياء الطبقة العاملة القديمة في طوكيو ما قبل الحرب.
احترق منزله في حي نيبوري بطوكيو في زلزال كانتو العظيم عام 1923 وانتقل إلى مكان قريب تابوتشي؛ حيث تعرّف على ريونوسوكي أكوتاجاوا.
انضم مع الروائي ماساو كومي إلى محطة إذاعة طوكيو المركزية (الآن ان اتش كاي) في عام 1926 ثم ترأس قسم الدراما والموسيقى فيما بعد، ساهم بشكل كبير في تطوير الدراما الإذاعية في مراحلها الأولى، قام بتصوير (الليلة الثالثة عشر) للمخرج إيتشيو هيغوتشي كدراما إذاعية في عام 1929 ,في عام 1931 أصبح مدير القسم الأدبي في إذاعة طوكيو المركزية وبقي في هذا المنصب حتى عام 1938، انتحرت زوجة كوبوتا في عام 1935 بجرعة زائدة من الحبوب المنومة في عام 1936، قبل مهمة من طوكيو نيتشي نيتشي شيمبون، برعاية السكك الحديدية اليابانية الحكومية للقيام بجولة في المتنزهات الوطنية في اليابان.
أنشأ كوبوتا مع كونيو كيشيدا و تويو ايواتا شركة بانغاكوزا المسرحيةفي عام 1937 للترويج لدراما شينجيكي وأصبح شخصية بارزة في دوائر المسرح الحديثة في اليابان.
جاء كوبوتا لتحرير مجلة هايكو شونتوفي مجال شعر الهايكو على الرغم من أن الهايكو مجرد هواية بالنسبة له؛ حيث كان أكثر اهتمامًا بالروايات والمسرحيات إلا أن كوبوتا نشر العديد من مجموعات الهايكو.
حصل كوبوتا على جائزة كيكوتشي كان عام 1942 وفي نفس العام ذهب إلى مانشوكو بناءً على طلب مكتب المعلومات.

## حياته المهنية ما بعد الحرب
عاش كوبوتا في كاماكورا بمحافظة كاناغاوا من عام 1945 إلى عام 1955 وانتقل هناك لأول مرة عندما دمرت غارة جوية في عام 1945 منزله في طوكيو خلال تلك السنوات العشر تعرف على العديد من أدباء كاماكورا كرئيس لمجلس إدارة كاماكورا بي النادي.
تم تعيين كوبوتا كعضو في الأكاديمية الإمبراطورية في عام 1947 وأصبح فيما بعد أستاذًا في جامعة كوكوجاكوين في عام 1951، حصل على جائزة ان اتش كاي للثقافة الإذاعية وأصبح رئيسًا لجمعية الفنون المسرحية اليابانية في نفس العام أما في العام التالي فقد أصبح رئيسًا لجمعية الكتاب اليابانيين وعُين عضوًا في منظمة اليونسكو في اليابان في عام 1954 قبل منصب أستاذ في جامعة كيوريتسو النسائية وفي عام 1956 حصل كوبوتا على جائزة يوميوري عن عملهسان نو توري، فمنح في عام 1957 وسام الثقافة وعُين أيضًا شخصًا ذا جدارة ثقافية.
توفي كوبوتا في 6 مايو 1963 عن عمر يناهز 73 عامًا من التسمم الغذائي بعد تناول محار أكاجاي في حفل أقامه ريوزابورو أومهارا، حصل على غراند كوردون من وسام الكنوز المقدسة بعد وفاته، أقيمت جنازته في تسوكيجي هونغان جي ويقع قبره في معبد كيفوكو-جي في حي هونغ بطوكيو، خلف مكتبة جامعة كيو.

## أنظر أيضاً
الأدب الياباني
قائمة الكتاب اليابانيين

## روابط خارجية
- الشخصيات البارزة في مدينة ميناتو
- هايكو من كوبوتا مانتارو